# Liste der Baudenkmale in Walsleben (Brandenburg)
In der Liste der Baudenkmale in Walsleben sind alle Baudenkmale der brandenburgischen Gemeinde Walsleben und ihrer Ortsteile aufgelistet. Grundlage ist die Veröffentlichung der Landesdenkmalliste mit dem Stand vom 31. Dezember 2020. Die Bodendenkmale sind in der Liste der Bodendenkmale in Walsleben (Brandenburg) aufgeführt.

## Baudenkmale in den Ortsteilen
In den Spalten befinden sich folgende Informationen:
- ID-Nr.: Die Nummer wird vom Brandenburgischen Landesamt für Denkmalpflege vergeben. Ein Link hinter der Nummer führt zum Eintrag über das Denkmal in der Denkmaldatenbank. In dieser Spalte kann sich zusätzlich das Wort Wikidata befinden, der entsprechende Link führt zu Angaben zu diesem Denkmal bei Wikidata.
- Lage: die Adresse des Denkmales und die geographischen Koordinaten. Link zu einem Kartenansichtstool, um Koordinaten zu setzen. In der Kartenansicht sind Denkmale ohne Koordinaten mit einem roten beziehungsweise orangen Marker dargestellt und können in der Karte gesetzt werden. Denkmale ohne Bild sind mit einem blauen bzw. roten Marker gekennzeichnet, Denkmale mit Bild mit einem grünen beziehungsweise orangen Marker.
- Bezeichnung: Bezeichnung in den offiziellen Listen des Brandenburgischen Landesamtes für Denkmalpflege. Ein Link hinter der Bezeichnung führt zum Wikipedia-Artikel über das Denkmal.
- Beschreibung: die Beschreibung des Denkmales
- Bild: ein Bild des Denkmales und gegebenenfalls einen Link zu weiteren Fotos des Baudenkmals im Medienarchiv Wikimedia Commons

### Walsleben
| ID-Nr.            | Lage                   | Bezeichnung       | Beschreibung | Bild           |
| ----------------- | ---------------------- | ----------------- | --- | -------------- |
| 09171665          | Dorfstraße (Lage)      | Gefallenendenkmal | | BW             |
| 09170426 Wikidata | Dorfstraße (Lage)      | Dorfkirche        | Die evangelische Dorfkirche wurde von 1590 bis 1592 erbaut. In den Jahren von 1983 bis 1989 wurde die Kirche vollständig umgebaut. Im Inneren eine Kanzel aus der ersten Hälfte des 17. Jahrhunderts. | weitere Bilder |
| 09170927          | Dorfstraße 9/11 (Lage) | Wohnhaus          | | BW             |